# Katharine Hepburn

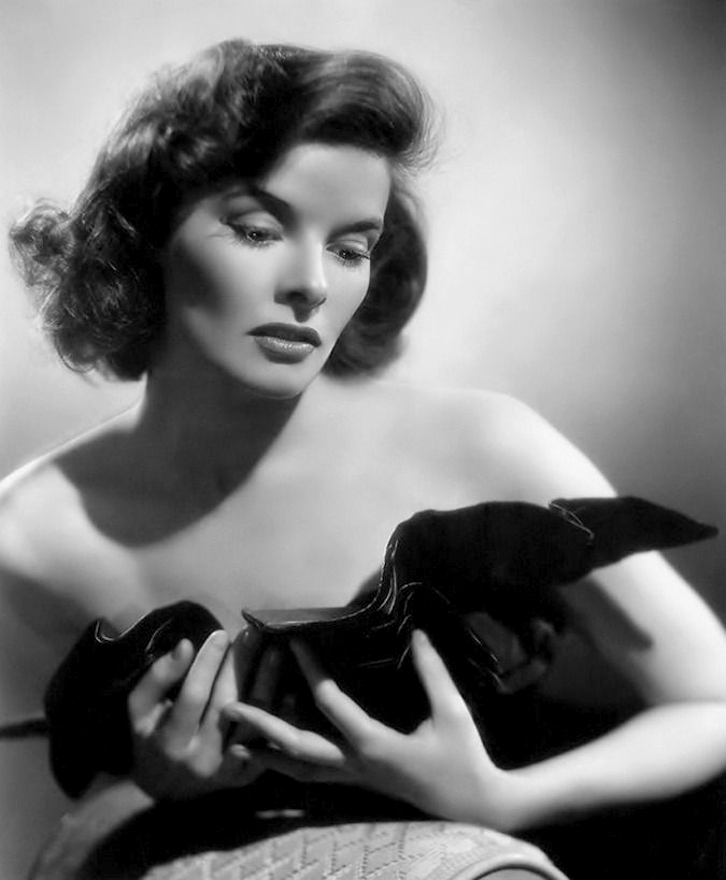
Katharine Hepburn (1938)

Katharine Houghton Hepburn (* 12. Mai 1907 in Hartford, Connecticut; † 29. Juni 2003 in Old Saybrook, Connecticut) war eine US-amerikanische Schauspielerin. Sie wurde viermal mit dem Oscar als beste Hauptdarstellerin ausgezeichnet und ist damit Rekord-Oscarpreisträgerin in den Schauspielerkategorien. Das American Film Institute wählte sie im Jahr 1999 auf Platz 1 der 25 größten weiblichen Filmlegenden.
Nach einer Theaterlaufbahn in den 1920er-Jahren wechselte die aufstrebende Schauspielerin nach Hollywood, wo sie bald für Morgenrot des Ruhms (1933) ihren ersten Oscar erhielt. Eine Reihe kommerzieller Misserfolge wie Leoparden küßt man nicht brachten ihr Ende der 1930er-Jahre den Ruf eines „Kassengifts“ ein, was ihre Filmkarriere zu gefährden drohte. Die von ihr selbst initiierte Komödie Die Nacht vor der Hochzeit erwies sich 1940 als glanzvolles Comeback. In den folgenden Jahrzehnten zählte Hepburn bei Publikum und Kritikern durch Filme wie African Queen zu den führenden Hollywood-Stars. Sie spielte mit Legenden wie Cary Grant und James Stewart, aber besonders häufig an der Seite von Spencer Tracy, mit dem sie zwischen 1941 und 1967 insgesamt neun Filme drehte und der auch privat ihr Partner war. Neben ihrer Filmkarriere stand sie weiterhin regelmäßig auf Theaterbühnen und war stets auf der Suche nach anspruchsvollen Charakterrollen. Im fortgeschrittenen Alter erhielt sie ihre drei weiteren Oscars für die Hauptrollen in Rat mal, wer zum Essen kommt (1967), Der Löwe im Winter (1968) und Am goldenen See (1981). Sie blieb bis Mitte der 1990er-Jahre als Schauspielerin tätig.
Bekannt ist Hepburn vor allem für ihre intelligenten und eigenwilligen Leinwandfiguren. Passend dazu bevorzugte sie Hosen, was zu der damaligen Zeit für Frauen außergewöhnlich war. Durch ihr Rollenprofil und auch ihre private Person wurde sie zu einer Ikone der Emanzipation und der „modernen Frau“.

## Leben und Karriere

### Frühe Jahre
Katharine Hepburn wuchs in behüteten Verhältnissen auf und genoss eine liberale Erziehung. Ihr Vater, Thomas Norval Hepburn (1879–1962), war Chirurg und Chef-Urologe am Hartford Hospital in Connecticut und machte als einer der ersten auf sexuell übertragbare Erkrankungen aufmerksam. Ihre Mutter, Katharine Martha Houghton Hepburn (1878–1951), war als Suffragette eine Kämpferin für das Frauenwahlrecht und eine Pionierin in der Bewegung für Geburtenkontrolle.
Hepburns Name kann bis ins 15. Jahrhundert nach Schottland zurückverfolgt werden. Zu ihren Vorfahren gehörte u. a. James Hepburn, 4. Earl of Bothwell, der dritte Ehemann der schottischen Königin Maria I. Die Hepburns hatten sechs Kinder. Der Geburtsname der Mutter wurde bei allen Kindern der Mittelname. Die Tochter von Katharine Hepburns Schwester Marion ist die 1945 geborene Schauspielerin Katharine Houghton. Mit ihr stand Hepburn 1967 für den Film Rat mal, wer zum Essen kommt gemeinsam vor der Kamera.
Am 3. April 1921 fand die damals 13-jährige Katharine Hepburn ihren Bruder Tom (* 1905) erhängt auf dem Dachboden des elterlichen Hauses. Sie dachte danach über einen eigenen Selbstmord nach, tat es aber nicht. Toms Suizid wurde von der Familie jedoch stets dementiert. Hepburns Eltern beharrten darauf, dass der Tod des angeblich glücklichen Jungen die Folge eines Unfalls gewesen sei. Katharine versank in schwere Depressionen und „verlegte“ ihren Geburtstag fortan auf den ihres verstorbenen Bruders (8. November). Erst in ihrer Autobiografie aus dem Jahr 1991 gab sie ihren wirklichen Geburtstag bekannt.
Als kleines Mädchen wollte Katharine angeblich lieber ein Junge sein. Sie besuchte die West Middle School und die Oxford School for Girls in Hartford, später ging sie ans Bryn Mawr College für Frauen in Pennsylvania. 1928 beendete sie ihr dortiges Studium mit einem Abschluss in Philosophie und Geschichte.

### Karrierebeginn am Theater
Katharine Hepburns Interesse für die Schauspielerei wurde bereits in ihrer Jugend geweckt. Erste Bühnenerfahrung sammelte sie in einem von ihr gegründeten Schauspielensemble am Sommersitz der Hepburns auf Long Island und bei Theateraufführungen während ihrer College-Zeit.
Im Jahr 1928 ging Hepburn mit 21 Jahren nach Baltimore, wo es ihr durch Beharrlichkeit gelang, den Produzenten Edwin H. Knopf davon zu überzeugen, ihr eine Rolle in dem Bühnenstück The Czarina (Die Zarin) zu geben: Sie spielte eine Hofdame des Bühnenstars Mary Boland. Ihr großes Selbstbewusstsein, ihr zuweilen herrisches Auftreten und ihre scharfe Zunge gegenüber Kollegen verschafften ihr später – in Anlehnung an ihr erstes Stück – den Beinamen „Die Zarin“. Lucille Ball sagte einmal über Hepburn: „Sie war niemandem gegenüber wirklich überheblich. Sie ignorierte alle gleichermaßen.“
Im selben Jahr wurde sie als zweite Besetzung für die weibliche Hauptrolle im Stück The Big Pond engagiert. Bereits bei der Premiere musste Hepburn einspringen, doch ihr Auftritt wurde zum Desaster. Sie sprach viel zu schnell, verzettelte sich im Text und war stellenweise überhaupt nicht zu verstehen. Nach der Vorstellung wurde sie sofort entlassen. Doch die ambitionierte junge Schauspielerin gab nicht auf, nahm Sprech- und Tanzunterricht und ergatterte schließlich ihre erste große Rolle am Broadway in dem Theaterstück These Days, das am 12. November 1928 Premiere feierte. In den folgenden Jahren spielte sie kleinere und größere Theaterrollen, bis sie als Antiope in dem Stück The Warrior’s Husband die Aufmerksamkeit Hollywoods auf sich zog.

### Hollywood-Karriere

#### 1932–1938
Ihr Leinwanddebüt gab Hepburn in dem Filmdrama Eine Scheidung (1932) von Regisseur George Cukor, mit dem sie in den folgenden Jahrzehnten bei vielen Projekten zusammenarbeitete und eine Freundschaft entwickelte. Sie spielte in einer größeren Nebenrolle die Tochter eines geisteskranken Mannes (John Barrymore), dem zuliebe sie auf ihr eigenes Glück verzichtet. Die Kritiken für Hepburn in Eine Scheidung waren gut und das Filmstudio plante, sie als Star aufzubauen. Schon in ihrem zweiten Film – dem Liebesfilm Christopher Strong von Regisseurin Dorothy Arzner – spielte Hepburn die Hauptrolle. Für ihren dritten Film, Morgenrot des Ruhms (1933), bekam Hepburn 1934 ihren ersten Oscar als Hauptdarstellerin. Darin verkörperte sie die ambitionierte Jungschauspielerin Eva Lovelace. Ebenfalls 1933 spielte Hepburn die Hauptrolle in George Cukors Vier Schwestern, der Verfilmung des Romans Little Women von Louisa May Alcott. Während Vier Schwestern zu einem großen Kinoerfolg wurde, waren Hepburns folgende Filme allesamt Flops, darunter auch The Little Minister (1934), eine Verfilmung des Romans von J. M. Barrie. In diesem Film spielte sie eine reiche Adelige, die sich als Zigeunerin verkleidet, um ihr Dorf zu beschützen.

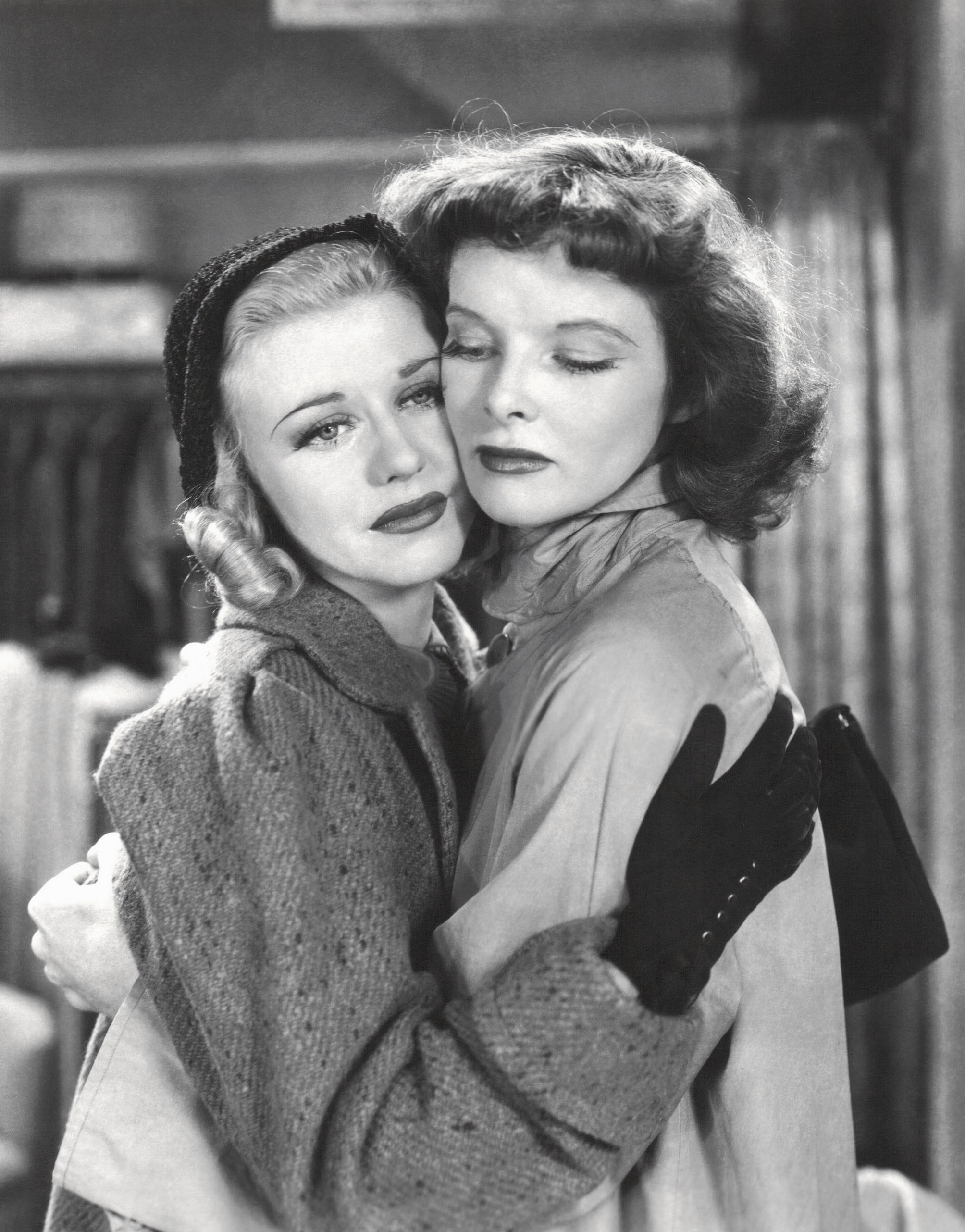
Hepburn (rechts) mit Ginger Rogers in einer Szene von Bühneneingang (1937)

Auch wenn die Kritiker Hepburn meist lobten, stand ihre Filmkarriere bei RKO Pictures wegen der Misserfolge auf der Kippe. Erst ihre Darstellung einer ehrgeizigen armen Frau, die nach oben kommen will, im Melodram Alice Adams (1935) unter der Regie von George Stevens war wieder ein kleinerer Erfolg. Sie erhielt für den Auftritt ihre zweite Oscar-Nominierung. Im selben Jahr spielte sie außerdem erstmals neben Cary Grant in Sylvia Scarlett unter der Regie von George Cukor, in dem sich ihre Figur in weiten Teilen des Films als Mann ausgibt und damit Verwirrung stiftet. Der Film war zwar kein Publikumsmagnet, doch wurden Grant und Hepburn bis 1940 in drei weiteren Komödien nebeneinander eingesetzt. 1936 spielte sie Maria Stuart in John Fords aufwendig produziertem Historiendrama Maria von Schottland. Nach mehreren erfolglosen Werken in Folge war Bühneneingang, Gregory La Cavas Spielfilm über angehende Schauspielerinnen, wieder ein Erfolg. Neben Hepburn spielten auch Ginger Rogers und Adolphe Menjou. Das Life-Magazin lobte Hepburns Auftritt: „Es zeigt sich, dass […] Miss Hepburn, wie ihre frühen Filme andeuteten, die vielleicht beste Filmschauspielerin ist.“ Beim Publikum war sie allerdings unbeliebt, wohl auch wegen ihrer burschikosen und oftmals unnahbaren Figuren. Zudem hatte sie den Ruf, rebellisch und arrogant zu sein.
Als überdrehte Millionenerbin wurde Katharine Hepburn 1938 in Howard Hawks’ Screwball-Komödie Leoparden küßt man nicht erneut neben Cary Grant besetzt. Hepburn hatte Probleme mit ihrer ersten wirklich komischen Rolle und ließ sich von ihrem Co-Darsteller, dem Showveteran Walter Catlett, unterrichten. Obwohl der Film seinerzeit an den Kinokassen floppte, besitzt er heute den Ruf eines Komödienklassikers. Etwa dasselbe Schicksal ereilte die ebenfalls 1938 gedrehte Komödie Die Schwester der Braut, wo sie ein weiteres Mal neben Cary Grant unter der Regie von George Cukor spielte. Nach ihren vielen Misserfolgen wurde sie an die Spitze der „Kassengift“-Liste des amerikanischen Kinoverbandes gesetzt. Ihr Filmstudio RKO wollte Hepburn daraufhin nur noch in eher aussichtslosen B-Filmen besetzen, was sie aber ablehnte.

#### 1938–1950
Hepburn verließ stattdessen RKO und kehrte zum Broadway zurück, wo sie die unnahbare High-Society-Dame Tracy Lord in Philip Barrys Komödie The Philadelphia Story spielte, die kurz vor ihrer Hochzeit die Wahl zwischen drei Männern hat. Das Stück wurde ein Hit und am Broadway insgesamt 417 Mal aufgeführt. Hepburn hatte sich schon vorher die Filmrechte an dem Stück gesichert und verkaufte sie nun an MGM mit der Bedingung, dass sie die Hauptrolle spielen würde und außerdem den Regisseur (George Cukor) sowie ihre Co-Stars (Cary Grant und James Stewart) selbst auswählen dürfe. Der Film, in Deutschland unter dem Titel Die Nacht vor der Hochzeit erschienen, wurde zu einem der größten finanziellen Erfolge des Jahres, und Hepburn erhielt den New York Film Critics Circle Award als beste Hauptdarstellerin. Die Nacht vor der Hochzeit gilt als Wendepunkt in Hepburns Karriere, die nun sowohl bei Kritikern als auch beim Publikum Erfolg hatte. Im folgenden Jahr war Hepburn erstmals neben Spencer Tracy in Die Frau, von der man spricht zu sehen, die von der turbulenten und krisenhaften Ehe zweier Zeitungsreporter handelt. Die Rolle der politisch engagierten Journalistin Tess Harding war typisch für die Schauspielerin, weil sie häufig intelligente und unabhängige Frauen spielte. Sie trug auch Hosen, was damals ungewöhnlich in Hollywood war und als männlich galt. Weil dieses Leinwandimage auch zu ihrer privaten Person passte, wurde Hepburn zu einer Vorreiterin der Emanzipation.
Die Frau, von der man spricht wurde ein weiterer Erfolg und brachte Hepburn ihre vierte Oscar-Nominierung ein. Zwischen Tracy und Hepburn entwickelte sich bei den Dreharbeiten sowohl privat als auch beruflich eine langjährige Partnerschaft: Sie drehten insgesamt neun Filme zusammen und waren auch privat bis zu Tracys Tod im Jahr 1967 ein Paar. Um sich besser um Tracy zu kümmern, der von privaten Problemen geplagt war, drehte Hepburn in den 1940er-Jahren eher weniger Filme. Sie spielte unter anderem in George Cukors Die ganze Wahrheit (1942) und hatte einen Auftritt in dem Drama Drachensaat (1944) als chinesische Dorfbewohnerin, die sich gegen ihre Unterdrücker auflehnt. Beide Produktionen waren antifaschistische Propagandafilme, die im Kontext des Zweiten Weltkriegs gedreht wurden. 1945 trat Hepburn erneut neben Tracy in der Komödie Zu klug für die Liebe auf, die von den Kritikern eher verhalten aufgenommen wurde, aber wie fast alle Hepburn-Filme dieser Zeit ein finanzieller Erfolg war und das Leinwandpaar Tracy/Hepburn weiter etablierte. Im folgenden Jahr spielte Hepburn mit Vincente Minnellis Der unbekannte Geliebte auch in ihrem ersten Film noir. 1947 drehte sie zum vierten Mal mit Tracy bei Endlos ist die Prärie und spielte außerdem die deutsche Pianistin Clara Schumann in Clara Schumanns große Liebe unter der Regie von Clarence Brown. Es folgten Rollen als Gattin eines aufstrebenden Politikers in Frank Capras Der beste Mann (1948) und in der Komödie Ehekrieg (1949) als Anwältin, die gegen ihren Mann – den Staatsanwalt – im Gerichtssaal antritt. In beiden Filmen war erneut Spencer Tracy ihr Leinwandpartner.

#### 1950–1958

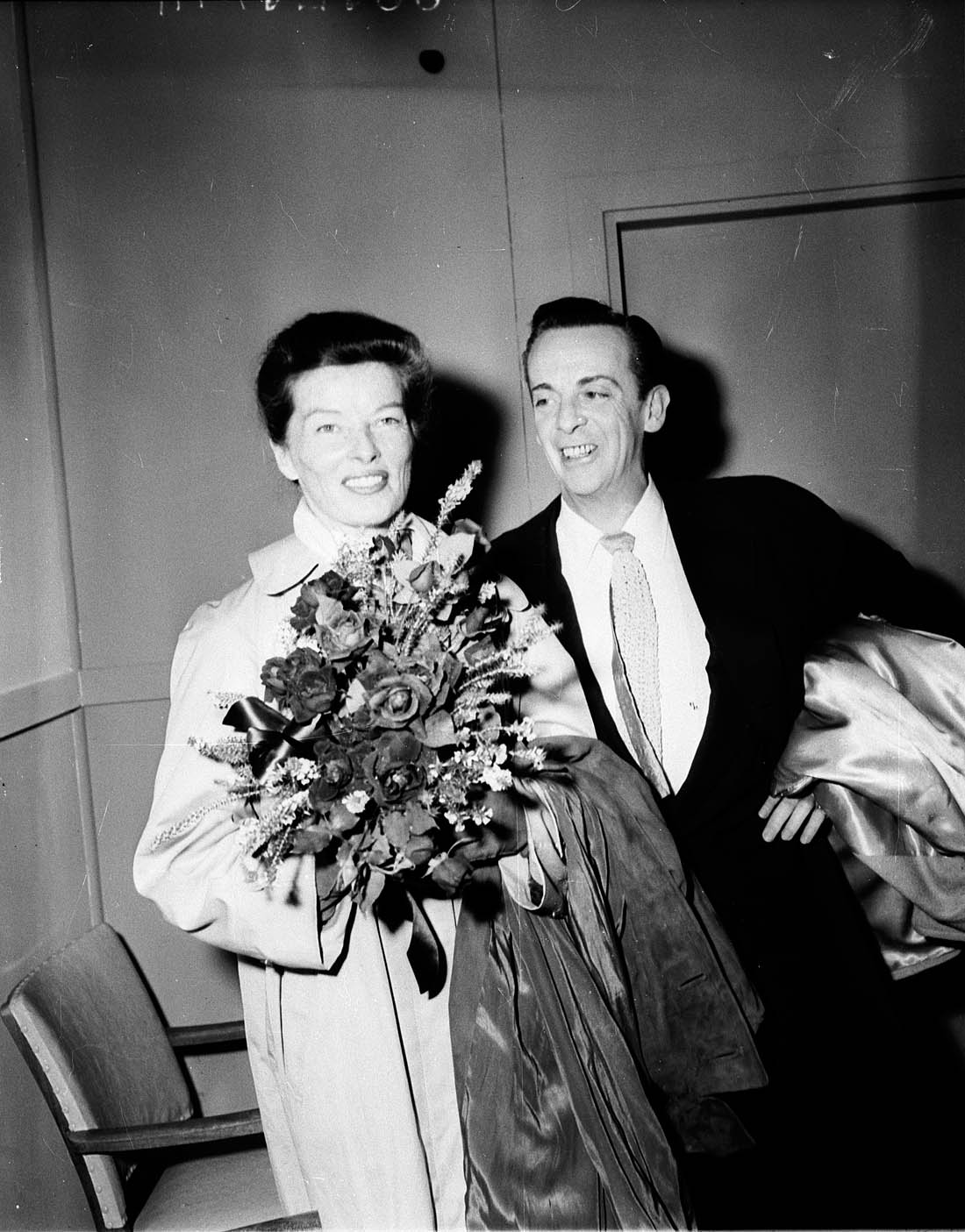
Katharine Hepburn mit Robert Helpmann am Kingsford Smith International Airport in Sydney (1955)

Ab den 1950er-Jahren wandelte sich Katharine Hepburn – sie war mittlerweile über 40 Jahre alt – immer mehr zur Charakterdarstellerin. Am Broadway spielte sie etwa 1950 die Rosalind in Wie es euch gefällt, und am Londoner West End war sie in George Bernhard Shaws The Millionairess zu sehen. 1951 wurde sie für ihren Auftritt in dem Filmklassiker African Queen zusammen mit Humphrey Bogart unter der Regie von John Huston ein weiteres Mal für den Oscar nominiert. In dem sehr erfolgreichen Abenteuerfilm spielte sie Rose Sayer, eine altjüngferlich und streng erscheinende Missionarin in Afrika beim Ausbruch des Ersten Weltkriegs. African Queen war zugleich Hepburns erster Farbfilm. Als Nächstes folgte die Komödie Pat und Mike, wo sie eine verwitwete Sportlehrerin spielte und ihr sportliches Talent auch im Film zeigen konnte. Es war Hepburns letzter Film bei MGM. Nach zweijähriger Abwesenheit kehrte sie mit David Leans Liebesdrama Traum meines Lebens (1955), das auf dem Stück Time of the Cuckoo von Arthur Laurents basiert, auf die Leinwand zurück. Es folgte eine sechsmonatige erfolgreiche Tournee durch Australien mit der Schauspieltruppe des Old Vic Theatre.
Im Jahr 1956 konnte Hepburn mit Joseph Anthonys Der Regenmacher einen weiteren Triumph bei Publikum und Kritikern verbuchen. Im Film muss sie sich als alternde Jungfer zwischen zwei Männern (Burt Lancaster und Wendell Corey) entscheiden. Wenig Erfolg war dagegen ihrer Komödie Der eiserne Unterrock beschieden, die sie zusammen mit Bob Hope im selben Jahr drehte. Auch ihr folgender Film Eine Frau, die alles weiß (1957), den sie wieder mit Spencer Tracy drehte, wurde eher schwach vom Publikum aufgenommen. Anschließend arbeitete Hepburn am American Shakespeare Theatre, wo sie verschiedene Shakespeare-Rollen verkörperte. 1959 kehrte sie mit Plötzlich im letzten Sommer zum Film zurück, einer Verfilmung des umstrittenen Bühnenstücks von Tennessee Williams. Sie verkörperte darin neben Elizabeth Taylor und Montgomery Clift eine schurkische Tante, die ihre Nichte einer gefährlichen Gehirnoperation unterziehen lassen will, weil diese von der Homosexualität ihres verstorbenen Sohnes wusste. Obwohl sie sich am Set mit Regisseur Joseph L. Mankiewicz zerstritt, erhielt sie wieder brillante Kritiken und eine Oscar-Nominierung.

#### 1958–1972
Nach weiteren Theaterauftritten spielte Hepburn 1962 unter der Regie von Sidney Lumet in Eines langen Tages Reise durch die Nacht, der Verfilmung von Eugene O’Neills Theaterstück Eines langen Tages Reise in die Nacht, eine drogenabhängige Mutter. Weil sie das Stück sehr verehrte, aber der Film nur ein geringes Budget hatte, verzichtete sie auf den Großteil ihrer Gage. Obwohl der Kinofilm an den Kinokassen versagte, brachte er Hepburn bei den Filmfestspielen von Cannes die Auszeichnung als Beste Darstellerin ein. Ab Anfang der 1960er-Jahre hatte ihr Partner Spencer Tracy mit gesundheitlichen Problemen zu kämpfen, einer der Hauptgründe für ihre folgende Leinwandabstinenz von fünf Jahren. Erst 1967 stand sie für Rat mal, wer zum Essen kommt wieder vor der Kamera, gemeinsam mit dem todkranken Tracy; es wurde ihre neunte und letzte Zusammenarbeit. Der Film handelt von einer liberalen Familie, deren Tochter sich mit einem Afroamerikaner verlobt, was Probleme in der Familie verursacht. Als Filmtochter von Hepburn spielte dabei ihre Nichte Katharine Houghton. Die Tragikomödie wurde zu einem großen Erfolg und brachte Hepburn ihren zweiten Oscar ein – 34 Jahre nach Morgenrot des Ruhms. Getrübt wurde ihr Triumph allerdings vom Tod Tracys, der schon kurz nach Ende der Dreharbeiten verstorben war.
Schon im folgenden Jahr ehrte sie die Academy – zusammen mit Barbra Streisand für deren Rolle in Funny Girl – mit dem dritten Oscar als beste Hauptdarstellerin für ihre brillante Verkörperung der Eleonore von Aquitanien in Der Löwe im Winter. Einige Kritiker empfanden Hepburns Rolle der Königin, die mit ihrem Mann ein Machtspiel um dessen Thronfolge eingeht, als Rolle ihres Lebens. Ihrem nächsten Film Die Irre von Chaillot neben Charles Boyer, der in Nizza gedreht wurde, war dagegen weniger Erfolg beschieden. Es folgte für Hepburn die Hauptrolle in dem Broadway-Stück Coco über das Leben der Coco Chanel. Für ihre Darstellung wurde sie für den Tony Award nominiert. Mit dem zyprischen Filmemacher Michael Cacoyannis drehte sie im folgenden Jahr eine Filmversion von Die Troerinnen. Anschließend war Hepburn eigentlich für das Filmprojekt Reisen mit meiner Tante in der Hauptrolle besetzt, zeigte sich jedoch mit dem Drehbuch sichtlich unzufrieden. Letztlich übernahm Maggie Smith die Rolle der Tante.

### Alterskarriere

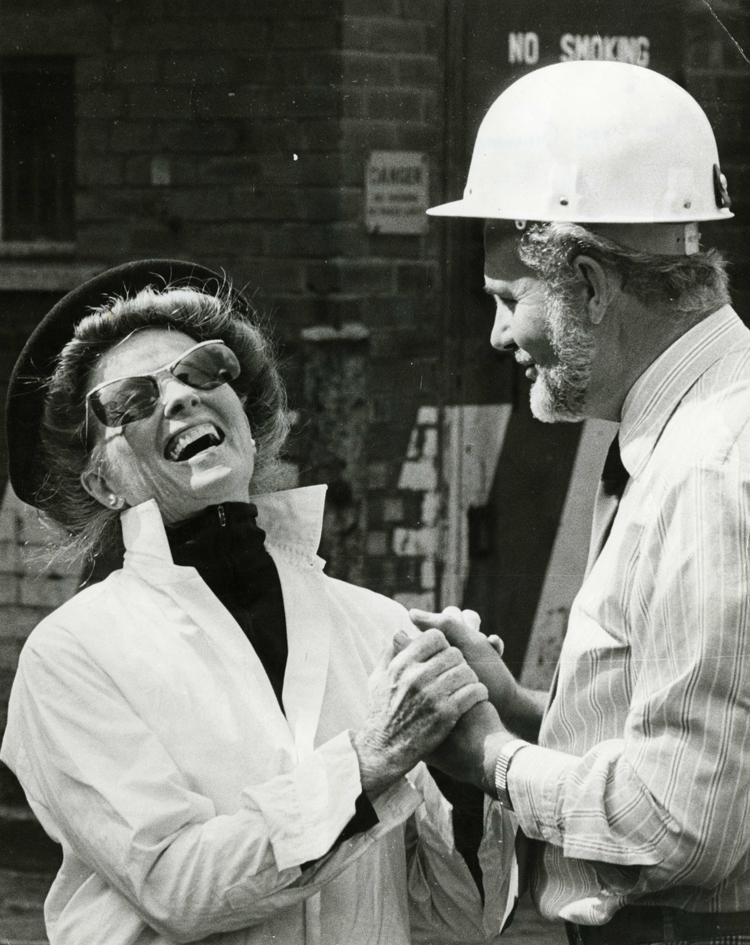
Hepburn beim Dreh des Fernsehfilms Das Korn ist grün (1978)

Nachdem das Filmdrama Empfindliches Gleichgewicht (1973) unter der Regie von Tony Richardson eher erfolglos war, übernahm Hepburn mit der Tennessee-Williams-Verfilmung Die Glasmenagerie erstmals die Hauptrolle in einem Fernsehfilm. Die Darstellung der schwermütigen Südstaatlerin Amanda Wingfield brachte ihr erneut gute Kritiken und wurde zu den Höhepunkten der damaligen Fernseh-Saison gezählt. Anschließend spielte sie in weiteren Fernsehfilmen: In Liebe in der Dämmerung (1975) neben Laurence Olivier (dafür gewann Hepburn einen Emmy) und das in Wales gefilmte Drama Das Korn ist grün (1979), wo sie das letzte von zehn Malen unter George Cukors Regie stand. Daneben trat sie weiterhin auch in Kinofilmen auf, so spielte sie 1975 in dem Western Mit Dynamit und frommen Sprüchen eine resolute Pfarrerstochter, die sich mit John Wayne bissige Wortgefechte liefert. Zu einem großen Misserfolg geriet allerdings der Abenteuerfilm Das große Abenteuer im Ballon (1978), wo sie zusammen mit zwei Kindern einen Ballon baut.
Den vierten Oscar gewann Hepburn 1981 mit dem Melodram Am goldenen See als Ehefrau von Henry Fonda, der für diesen Film ebenfalls mit einem Oscar prämiert wurde. Am goldenen See geriet an den Kinokassen zum zweiterfolgreichsten Film des Jahres 1981. In ihrer langen Karriere gewann sie insgesamt vier Oscars als Hauptdarstellerin – ein nach wie vor unerreichter Rekord. Die zwölf Oscar-Nominierungen für Katharine Hepburn übertraf nur Meryl Streep. Am Broadway erhielt Hepburn ebenfalls 1981 eine weitere Tony-Award-Nominierung für den Auftritt als alte Pianistin im Stück The West Side Waltz. 1984 war Hepburn neben Nick Nolte als todessehnsüchtige Frau in dem Kinofilm Grace Quigleys letzte Chance zu sehen. Später spielte sie hauptsächlich in Fernsehfilmen wie Mrs. Delafield will heiraten (1986), Eine Dame namens Laura (1988), Kein Engel auf Erden (1992) und Liebe ist nicht bloß ein Wort (1993), die ihr Nominierungen für den Emmy und den Golden Globe einbrachten. In letzterem Fernsehfilm, Liebe ist nicht bloß ein Wort, spielte Hepburn neben Anthony Quinn mehr oder weniger sich selbst.
Anfang der 1990er-Jahre drehte die alternde Hepburn ihre letzten Filme und bezog ihren Tremor geschickt in ihre Rollen mit ein, über die sie selbst sarkastisch sagte: „In meinem Alter gibt es nicht mehr viel Auswahl an Rollen – gewöhnlich spiele ich eine alte Schachtel, die etwas daneben ist.“ Ihre letzte Leinwandrolle – und ihre erste seit Grace Quigley 1984 – hatte Hepburn in dem Liebesfilm Perfect Love Affair neben Annette Bening und Warren Beatty. Ihre insgesamt letzte Rolle verkörperte Hepburn Ende 1994 in dem Fernsehfilm Eine Weihnacht von Tony Bill, wofür die 87-Jährige für den Screen Actors Guild Award nominiert wurde.

## Privatleben und Tod
Am 12. Dezember 1928 heiratete sie Ludlow Ogden Smith („Luddy“), einen reichen Börsenmakler aus Philadelphia, den sie während des Studiums kennengelernt hatte. Da sie nicht als Katharine Smith auftreten wollte, überredete sie ihren Mann, seinen Namen zu ändern. Aus Ludlow Ogden Smith wurde somit Ogden Ludlow. Die Ehe hielt sechs Jahre und wurde in Mexiko geschieden. Danach war sie einige Jahre mit Howard Hughes liiert.
Später lebte sie 26 Jahre mit ihrem Kollegen Spencer Tracy in einer geheim gehaltenen Beziehung, die erst nach seinem Tod 1967 an die Öffentlichkeit kam. Von 1941 bis zu Tracys Tod waren die beiden ein Paar. Hepburn sagte später: „Ich liebte Spencer Tracy. Nur seine Interessen und Bedürfnisse zählten. Das war nicht so einfach für mich, weil ich eine entschiedene Egozentrikerin war.“ Das Paar hatte nie eine gemeinsame Wohnung und auf Reisen getrennte Zimmer. In der Öffentlichkeit traten die Schauspieler nie zusammen auf. Auch blieb Tracy – vermutlich wegen seiner römisch-katholischen Erziehung – mit seiner Frau verheiratet, lebte aber mit Katharine Hepburn zusammen. Alle Bekannten wussten von der Beziehung und tolerierten sie bis zuletzt stillschweigend. Obwohl auch Presse und Klatschkolumnisten über die Beziehung Tracy/Hepburn informiert waren, wurde diese nie in der Öffentlichkeit thematisiert, da die beiden Schauspieler weltweit hohen Respekt genossen.
Katharine Hepburn half ihrem Lebensgefährten dabei, mit seiner Alkoholsucht fertigzuwerden, und beriet ihn bei der Auswahl von Filmrollen. Auch drehten sie neun gemeinsame Filme. Von 1962 bis 1967 unterbrach Hepburn ihre Filmkarriere, um den herzkranken Tracy zu pflegen. Er starb kurz nach den Dreharbeiten zu Rat mal, wer zum Essen kommt durch Herzversagen. Nach seinem Tod rief Katharine Hepburn zum ersten Mal bei seiner Frau und Familie an. Obwohl sie Tracy bis zu seinem Tod gepflegt hatte, erschien sie aus Rücksicht auf seine Ehefrau nicht zu dessen Beerdigung.
Katharine Hepburn war dafür bekannt, dass sie den üblichen Hollywood-Glamour ablehnte. Bei Preisverleihungen war sie nur selten selbst zugegen, keinen ihrer vier Oscars nahm sie persönlich in Empfang. Ähnlich wie viele ihrer Leinwandfiguren galt sie als selbstbewusste, unabhängige, sportliche und kluge Frau.

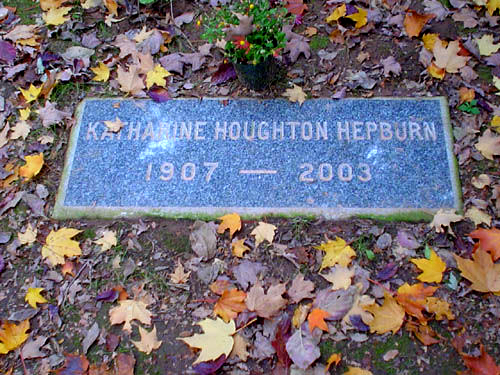
Hepburns Grab in Hartford

Katharine Hepburn starb im Alter von 96 Jahren an den Folgen einer Krebserkrankung als eine der letzten Hollywoodlegenden ihrer Ära. Aus Anteilnahme an ihrem Tod wurde der Broadway für eine Minute komplett verdunkelt. Ihre letzte Ruhestätte befindet sich auf dem Cedar Hill Cemetery in Hartford, Connecticut.

## Sonstiges
In dem Film Der beste Mann (1948) erhielt Katharine Hepburn einen Solo-Nachspann, der fast die Hälfte der Leinwand einnahm. Ihr Name war allerdings falsch geschrieben worden: Katherine. Dieser Fehler passierte Jahre später auch den Gestaltern eines Filmposters zu Aviator (2004).
Katharine Hepburn war mit der jüngeren, britisch-niederländischen Schauspielerin Audrey Hepburn (1929–1993) weder verwandt noch verschwägert.
In dem 2004 über das Leben von Howard Hughes gedrehten Filmdrama Aviator spielt Hughes’ Beziehung zu Katharine Hepburn eine wesentliche Rolle. Hepburn wird darin von Cate Blanchett verkörpert, die für ihre Darstellung mit dem Oscar als Beste Nebendarstellerin ausgezeichnet wurde. Jedoch ist das im Film gezeigte Verhältnis des Paars nicht in allen Punkten wahrheitsgetreu, so trennte sich Hepburn nicht wegen Spencer Tracy von Hughes, sondern verließ ihn schon drei Jahre vor ihrer Beziehung mit Tracy.
2002 wurde das Solo-Theaterstück Tea at Five, das auf Hepburns Biografie beruht, mit Kate Mulgrew als Katharine Hepburn uraufgeführt.
Ein auch in ihren Filmen deutlich zu sehendes Merkmal ihrer späteren Jahre waren ihre wässrigen Augen. Dies rührte von einer chronischen Entzündung her, die sie sich bei den Dreharbeiten zu Traum meines Lebens zugezogen hatte: Sie hatte sich dreimal in einen Kanal in Venedig fallen lassen. Die damit verbundenen Gesundheitsrisiken waren dem Filmteam bekannt, bei der deshalb anschließenden Reinigung wurde aber versäumt, ihre Augen zu desinfizieren.

## Filmografie

### Kinofilme
- 1932: Eine Scheidung (A Bill of Divorcement)
- 1933: Christopher Strong
- 1933: Morgenrot des Ruhms (Morning Glory)
- 1933: Vier Schwestern (Little Women)
- 1934: Spitfire
- 1934: The Little Minister
- 1935: Break of Hearts
- 1935: Alice Adams
- 1936: Sylvia Scarlett
- 1936: Maria von Schottland (Mary of Scotland)
- 1936: Ein aufsässiges Mädchen (A Woman Rebels)
- 1937: Quality Street
- 1937: Bühneneingang (Stage Door)
- 1938: Leoparden küßt man nicht (Bringing up Baby)
- 1938: Die Schwester der Braut (Holiday)
- 1940: Die Nacht vor der Hochzeit (The Philadelphia Story)
- 1942: Die Frau, von der man spricht (Woman of the Year)
- 1942: Die ganze Wahrheit (Keeper of the Flame)
- 1943: Stage Door Canteen
- 1944: Drachensaat (Dragon Seed)
- 1945: Zu klug für die Liebe (Without Love)
- 1946: Der unbekannte Geliebte (Undercurrent)
- 1947: Endlos ist die Prärie (The Sea of Grass)
- 1947: Clara Schumanns große Liebe (Song of Love)
- 1948: Der beste Mann (State of the Union)
- 1949: Ehekrieg (Adam’s Rib)
- 1951: African Queen (The African Queen)
- 1952: Pat und Mike (Pat and Mike)
- 1955: Traum meines Lebens (Summertime)
- 1956: Der Regenmacher (The Rainmaker)
- 1956: Der eiserne Unterrock (The Iron Petticoat)
- 1957: Eine Frau, die alles weiß (Desk Set)
- 1959: Plötzlich im letzten Sommer (Suddenly, Last Summer)
- 1962: Eines langen Tages Reise durch die Nacht (Long Day’s Journey into Night)
- 1967: Rat mal, wer zum Essen kommt (Guess Who’s Coming to Dinner)
- 1968: Der Löwe im Winter (The Lion in Winter)
- 1969: Die Irre von Chaillot (The Madwoman of Chaillot)
- 1971: Die Troerinnen (The Trojan Women)
- 1973: Empfindliches Gleichgewicht (A Delicate Balance)
- 1975: Mit Dynamit und frommen Sprüchen (Rooster Cogburn)
- 1978: Das große Abenteuer im Ballon (Olly Olly Oxen Free)
- 1981: Am goldenen See (On Golden Pond)
- 1985: Grace Quigleys letzte Chance (The Ultimate Solution of Grace Quigley)
- 1994: Perfect Love Affair (Love Affair)

### Fernsehfilme
- 1973: Die Glasmenagerie (The Glass Menagerie)
- 1975: Liebe in der Dämmerung (Love Among the Ruins)
- 1979: Das Korn ist grün (The Corn Is Green)
- 1986: Mrs. Delafield will heiraten (Mrs. Delafield Wants to Marry)
- 1988: Eine Dame namens Laura (Laura Lansing Slept Here)
- 1992: Kein Engel auf Erden (The Man Upstairs)
- 1993: Liebe ist nicht bloß ein Wort (This Can’t Be Love)
- 1994: Eine Weihnacht (One Christmas)

### Fernsehauftritte und Dokumentationen
- 1940: The Miracle of Sound
- 1941: Women in Defense (Sprecherin)
- 1949: Some of the Best: Twenty-Five Years of Motion Picture Leadership
- 1963: The 35th Annual Academy Awards
- 1968: The 40th Annual Academy Awards
- 1973: The Dick Cavett Show
- 1974: The 46th Annual Academy Awards
- 1981: The Barbara Walters Special (Episode #5.3)
- 1981: Starring Katharine Hepburn
- 1984: George Stevens: A Filmmaker’s Journey
- 1986: Spencer Tracy: Ein Porträt von Katharine Hepburn (The Spencer Tracy Legacy: A Tribute by Katharine Hepburn)
- 1987: James Stewart: A Wonderful Life
- 1987: Hollywood The Golden Years: The RKO Story
- 1987: Happy 100th Birthday, Hollywood
- 1988: Bacall on Bogart
- 1988: Michael Jackson: The Legend Continues
- 1989: American Masters: Broadway’s Dreamers: The Legacy of the Group Theatre
- 1990: The Kennedy Center Honors: A Celebration of the Performing Arts
- 1990: Night of 100 Stars III
- 1991: The 63rd Annual Academy Awards
- 1993: The Roots of Roe (Sprecherin)
- 1993: Katharine Hepburn: Alles über mich – Ein Selbstporträt (Katharine Hepburn: All About Me)[12]
- 1994: 100 Years of the Hollywood Western
- 1995: Legends in Light: The Photography of George Hurrell
- 1996: The Line King: The Al Hirschfeld Story (Sprecherin)
- 2006: That’s Entertainment, Part II
- 2013: Katharine Hepburn – The Great Kate

## Theaterrollen
Die Daten beziehen sich auf die Premiere in den USA.
| Jahr | Theaterstück                | Rolle                                                              | Autor                                                     |
| ---- | --------------------------- | ------------------------------------------------------------------ | --------------------------------------------------------- |
| 1928 | The Czarina                 | Hofdame                                                            | Melchior Lengyel und Lajos Biró                           |
| 1928 | The Cradle Snatchers        | Backfisch                                                          | Russel Medcraft und Norma Mitchell                        |
| 1928 | The Big Pond                | Barbara. (Nach der Vorstellung entlassen)                          | George Middleton und A. E. Thomas                         |
| 1928 | These Days                  | Veronica Sims                                                      | Katharine Clugston                                        |
| 1928 | Holiday                     | Zweitbesetzung für Hope Williams. Eine Vorstellung als Linda Seton | Philip Barry                                              |
| 1929 | Death Takes a Holiday       | Grazia                                                             | Alberto Casella                                           |
| 1930 | Ein Monat auf dem Lande     | Katja                                                              | Iwan Turgenew                                             |
| 1930 | The Admirable Crichton      | Lady Agatha Lasenby                                                | J.M.Barrie                                                |
| 1930 | The Romantic Young Lady     | Amalia                                                             | Martinez Sierra                                           |
| 1930 | Romeo und Julia             | Verwandte der Capulets                                             | William Shakespeare                                       |
| 1930 | Art and Mrs. Bottle         | Judy Bottle                                                        | Benn W.Levy                                               |
| 1931 | The Animal Kingdom          | Daisy Sage                                                         | Philip Barry                                              |
| 1932 | The Warrior’s Husband       | Antiope                                                            | Julian Thompson                                           |
| 1932 | The Bride the Sun Shines on | Psyche Marburg                                                     | Will Cotton                                               |
| 1933 | The Lake                    | Stella Surrege                                                     | Dorothy Massingham und Murray MacDonald                   |
| 1936 | Jane Eyre                   | Jane Eyre                                                          | Charlotte Brontë (Bühnenbearbeitung von Helen Jerome)     |
| 1939 | The Philadelphia Story      | Tracy Lord                                                         | Philip Barry                                              |
| 1942 | Without Love                | Jamie Coe Rowan                                                    | Philip Barry                                              |
| 1950 | Wie es euch gefällt         | Rosalind                                                           | William Shakespeare                                       |
| 1952 | The Millionairess           | Epifania                                                           | George Bernard Shaw                                       |
| 1957 | Der Kaufmann von Venedig    | Portia                                                             | William Shakespeare                                       |
| 1957 | Viel Lärm um nichts         | Beatrice                                                           | William Shakespeare                                       |
| 1960 | Was ihr wollt               | Viola                                                              | William Shakespeare                                       |
| 1960 | Antonius und Cleopatra      | Kleopatra                                                          | William Shakespeare                                       |
| 1969 | Coco                        | Coco Chanel                                                        | Alan Jay Lerner (Buch und Texte) und André Previn (Musik) |
| 1976 | A Matter of Gravity         | Mrs. Basil                                                         | Enid Bagnold                                              |
| 1981 | West Side Waltz             | Margaret Mary Elderdice                                            | Ernest Thompson                                           |

## Auszeichnungen (Auswahl)
Oscar
Mit vier Oscars hält Hepburn den Rekord in den Schauspieler-Kategorien dieser Auszeichnung. Sämtliche Oscars hat sie in der Kategorie Beste Hauptdarstellerin erhalten:
- 1933: Morgenrot des Ruhms
- 1967: Rat mal, wer zum Essen kommt
- 1968: Der Löwe im Winter
- 1982: Am goldenen See

Häufiger als Hepburn (zwölf Nominierungen) ist bislang nur Meryl Streep (21 Mal) in Schauspieler-Kategorien für den Oscar nominiert worden. Hepburns weitere Oscar-Nominierungen in der Kategorie Beste Hauptdarstellerin waren:
- 1935: Alice Adams
- 1940: Die Nacht vor der Hochzeit
- 1942: Die Frau, von der man spricht
- 1951: African Queen
- 1955: Traum meines Lebens
- 1956: Der Regenmacher
- 1959: Plötzlich im letzten Sommer
- 1962: Eines langen Tages Reise durch die Nacht

Golden Globe Award
Einen Golden Globe konnte Hepburn nie gewinnen. In Darstellerinnen-Kategorien war sie wie folgt nominiert:
- 1953: Musical / Komödie – Pat und Mike
- 1957: Drama – Der Regenmacher
- 1960: Drama – Plötzlich im letzten Sommer
- 1963: Drama - Eines langen Tages Reise durch die Nacht
- 1968: Drama – Rat mal, wer zum Essen kommt
- 1969: Drama – Der Löwe im Winter
- 1982: Drama – Am goldenen See
- 1993: Fernsehmehrteiler/Fernsehfilm – Kein Engel auf Erden

Weitere
- 1940: New York Film Critics Circle Award in der Kategorie Beste Hauptdarstellerin für Die Nacht vor der Hochzeit
- 1960: Stern auf dem Hollywood Walk of Fame (6288 Hollywood Blvd.)
- 1962: Preis als beste Darstellerin bei den Filmfestspielen von Cannes für Eines langen Tages Reise durch die Nacht
- 1968: David di Donatello in der Kategorie Beste ausländische Darstellerin für Rat mal, wer zum Essen kommt
- 1969: British Academy Film Award in der Kategorie Beste Hauptdarstellerin für Rat mal, wer zum Essen kommt und Der Löwe im Winter
- 1975: Emmy in der Kategorie Beste Hauptdarstellerin in einem speziellen Programm – Drama oder Komödie für Liebe in der Dämmerung
- 1979: Screen Actors Guild Life Achievement Award für ihr Lebenswerk und ihre Verdienste um die Schauspielerei
- 1983: British Academy Film Award in der Kategorie Beste Hauptdarstellerin für Am goldenen See
- 1999: Platz 1 der Top 25 der weiblichen Filmstars in der Liste des American Film Institute
- Fachjournalisten wählten sie 1983 zur „Besten Filmschauspielerin aller Zeiten“ und 1995 zur „Besten Schauspielerin in der 100-jährigen Geschichte des Films“.

## Zitate
- „Ich frage mich oft, ob Männer und Frauen wirklich zueinander passen. Vielleicht sollten sie nur nebeneinander wohnen und sich ab und zu besuchen.“
- „Schauspielerei ist ein netter, kindischer Beruf – man gibt vor, jemand anderer zu sein und gleichzeitig verkauft man sich.“
- „Was einen Star ausmacht? Es ist entweder eine Art elektrisierender Spannung oder eine Art von Energie. Ich weiß es nicht genau. Aber egal, was es ist: Ich habe es!“
- „Ich wollte immer Filmschauspielerin werden. Ich dachte, es wäre romantisch – und das war es.“
- „Wenn Frauen unergründlich erscheinen, dann liegt es am fehlenden Tiefgang der Männer.“
- „Wenn du immer das tust, was du möchtest, ist wenigstens schon mal ein Mensch glücklich.“
- „Ich hatte schon immer den Verdacht, dass das Ausblasen der Kerzen auf der Geburtstagstorte ein getarnter Gesundheitstest für die Versicherung ist.“

## Deutsche Synchronstimmen
Zu den Schauspielerinnen, die Katharine Hepburn in ihren Filmen synchronisiert haben, zählen:
- Susanne von Medvey – Eine Scheidung
- Katrin Miclette – Vier Schwestern, Ein aufsässiges Mädchen, Die Schwester der Braut, Die ganze Wahrheit, Zu klug für die Liebe, Clara Schumanns große Liebe (2. Synchronfassung von 1987), Pat und Mike
- Lisbeth Hübel – Maria von Schottland (1. Synchronfassung von 1937)
- Margot Leonard – Leoparden küßt man nicht
- Eva Vaitl – Die Nacht vor der Hochzeit, Clara Schumanns große Liebe (1. Synchronfassung von 1949)
- Carola Höhn – Die Frau, von der man spricht
- Ingeborg Grunewald – Endlos ist die Prärie, Ehekrieg, Traum meines Lebens, Der Regenmacher, Eine Frau, die alles weiß
- Til Klokow – Der unbekannte Geliebte
- Christa Berndl – Der beste Mann
- Edith Schneider – African Queen
- Tilly Lauenstein – Der eiserne Unterrock (1. Synchronfassung), Die Irre von Chaillot, Das große Abenteuer im Ballon, Das Korn ist grün, Am goldenen See, Mrs. Delafield will heiraten, Spencer Tracy: Ein Porträt von Katharine Hepburn, Eine Dame namens Laura, Kein Engel auf Erden, Katharine Hepburn: Alles über mich – Ein Selbstporträt, Liebe ist nicht bloß ein Wort, Perfect Love Affair, Eine Weihnacht
- Agnes Fink – Plötzlich im letzten Sommer
- Hortense Raky – Eines langen Tages Reise durch die Nacht
- Eva Katharina Schultz – Rat mal, wer zum Essen kommt
- Gisela Uhlen – Der Löwe im Winter
- Marianne Hoppe – Die Troerinnen
- Bettina Schön – Empfindliches Gleichgewicht
- Dagmar Altrichter – Liebe in der Dämmerung
- Erika Dannhoff – Mit Dynamit und frommen Sprüchen
- Ursula Traun – Grace Quigleys letzte Chance
- Maddalena Kerrh – Maria von Schottland (2. Synchronfassung von 1974)